# 堀水宏次郎
堀水 宏次郎（ほりみず こうじろう、1982年1月1日 - ）は日本の男子射撃選手。香川県出身。善通寺市立東中学校、香川県立多度津工業高等学校卒業。香川県警察所属。
2002年、香川県警拳銃特別訓練生になったことをきっかけに本格的に射撃競技にとりくむ。
2004年、全国警察拳銃射撃大会で香川県警チームの一員として団体戦初優勝。
2010年、広州市で開催されたアジア大会に出場し、50メートルピストルで6位、50メートルピストルとエアピストルの2種目の団体戦で銅メダルを獲得した。
2011年、第66回国民体育大会（山口国体）で優勝。
その後は2012年のロンドン五輪、2016年のリオデジャネイロ五輪、2020年の東京五輪のいずれも国内の選考会で敗れたため、指導者になることを決意し日本スポーツ協会の公認指導員資格を取得するため受講を始めた。しかし、2020年の東京オリンピックが1年延期となり、2021年3月の最終選考会で2位になったものの優勝選手が五輪出場基準を満たせなかったため繰り上げで五輪出場が決定した。五輪初出場となった東京オリンピック男子10メートルエアピストル個人では36人中16位だった。また、山田聡子（自衛隊所属）と出場した混合エアピストルでは1次予選20位で2次予選には進めなかった。